# Michnawa (przystanek kolejowy)
Michnawa (biał. Міхнава; ros. Михново) – przystanek kolejowy w miejscowości Michnawa, w rejonie sieneńskim, w obwodzie witebskim, na Białorusi. Położony jest na linii Orsza - Lepel.